# Овчаренко Дмитро Павлович
Дмитро́ Па́влович Овчаре́нко (* 1 листопада 1906, Мерефа — † 10 листопада 1976, Харків) — український театральний художник радянських часів, 1960 — заслужений діяч мистецтв УРСР.

## З життєпису
1929 року закінчив Харківський художній інститут — навчався у О. Хвостенка-Хвостова та М. Бурачека.
В рядах Харківського відділення Спілки художників з 1938 року.
З 1940 року брав участь у республіканських та всесоюзних виставках.
Учасник Другої світової війни.
Займався оформленням театральних вистав в Донецькому українському драматичному театрі, Харківському театрі опери та балету ім. М. Лисенка та Харківському українському драматичному театрі ім. Т. Шевченка.
1977 року відбулася персональна виставка в Харкові.
Зокрема, оформляв такі вистави:
- 1936 — «Пісня про Свічку» І. Кочерги,
- 1950 — «В бурю» Т. Хрєнникова,
- 1954 — «Богдан Хмельницький» К. Данькевича,
- 1954 — «Князь Ігор» О. Бородіна,
- 1955 — «Тарас Бульба» М. Лисенка,
- 1967 — «Комуніст» Д. Клебанова,
- 1970 — «Ой не ходи, Грицю, та й на вечорниці» М. Старицького.

З 1931 і до 1976 року викладав в Харківському художньо-промисловому інституті, з 1940 — доцент. Серед учнів — Кравець Володимир Йосипович та Кружков Ілля Маркович.
2006 року в Харкові відбулася виставка його декорацій.